# Sinuspumpe

Sinuspumpe in Aktion (SPS Pumpe von Masosine)

Eine Sinuspumpe ist eine 1982 von Manfred Sommer entwickelte Pumpe.

## Beschaffenheit
Die Pumpe besteht aus einer wellenförmig gewölbten Scheibe (Rotor; ein aus dem vollen gefräste Scheibe mit einer Welle in Form einer Sinusschwingung mit zwei Perioden), welche sich zwischen zwei festen halbzylinderförmigen Statoren dreht. Auf der Scheibe sitzt zwischen Druck- und Saugstutzen wie ein Kamm ein Schieber (auch Scraper oder Gate genannt). Der Schieber besitzt hierzu einen Einschnitt zur Aufnahme der Rotorscheibe und gleitet bei Drehung des Rotors in einem im Pumpengehäuse sitzenden Führungspatrone in axialer Richtung hin- und her. Er dichtet die Druck- von der Saugseite ab.

## Verwendung
Sinuspumpen sind ideal für die Förderung von Lebensmitteln geeignet. Sie eignen sich zur besonders schonenden, pulsationsarmen Förderung von Flüssigkeiten mit großen, stückigen Anteilen und auch mit scherempfindlichen Inhaltsstoffen. Außerdem werden diese Pumpen in verschiedenen Bereichen eingesetzt wie Brauereien, Getränkehersteller, Kosmetikfirmen und der Chemischen Industrie.

## Funktion
Bei einer Sinus Pumpe handelt es sich um eine Verdrängerpumpe nach dem SINUS Prinzip. Das Kernstück der Pumpe bildet eine Sinuskurve, die als Scheibe (Rotor) auf einer Antriebswelle angebracht ist. Sie transportiert das zu fördernde Produkt schonend und gleichmäßig durch vier gleich aufgeteilte Kammern, ohne jegliches Risiko die Produktqualität zu vermindern. Dadurch ist eine nahezu pulsationsfreie Förderung sichergestellt.
Ein Abdicht-Schieber (Scraper) übernimmt hierbei die Trennung von Saug- und Druckseite der Pumpe, welches einen Druckausgleich ermöglicht und somit einen Rückfluss verhindert. Durch die konstant offene Saugseite spielt die Viskosität der Produkte keine Rolle. Somit wird die Produktion von hochviskosen, wie bspw. Silikone oder gefrorenes Orangensaftkonzentrat, als auch von niedrigviskosen Handelsgütern, wie zum Beispiel wasserähnlichen Produkten unterstützt. Zusätzlich vermeidet die Pumpe potenzielle Schaumbildung und Flüssigkeitstrennung.